# Boleradice
Boleradice település Csehországban, Břeclavi járásban. Boleradice Klobouky u Brna, Horní Bojanovice, Diváky, Kurdějov, Morkůvky és Němčičky településekkel határos. Lakosainak száma 945 fő (2024. január 1.).

## Népesség
A település lakosságának változását az alábbi diagram mutatja:
| Lakosok száma | 1026 | 1142 | 1386 | 1045 | 860  | 850  | 889  | 906  | 903  | 945  |
|               | 1869 | 1890 | 1921 | 1950 | 1980 | 2001 | 2017 | 2019 | 2022 | 2024 |